# Come ti chiami, amore mio?
Come ti chiami, amore mio? è un film italiano del 1970 diretto da Umberto Silva.